# 담양 척서정
담양 척서정(潭陽 滌暑亭)은 대한민국 전라남도 담양군에 있는 조선시대 후기에 건립된 정자이다. 2005년 2월 26일 전라남도의 유형문화재 제270호로 지정되었다.

## 개요
담양 척서정(滌暑亭)은 조선후기에 건립된 정자로 창건연대가 비교적 앞서는 마을내부의 무실(無室) 정자로 교류와 교육공간이며, 건축적 측면에서 보면 3칸 규모의 팔작집으로 충량을 비롯한 덤벙 주초나 원주 및 선자연 등의 결구방법과 자연스러움을 살린 부재 사용 등 고격(古格)을 갖추고 있다.
담양 척서정은 조선시대에 세워진 다른 정자들이 선비들에 시문학과 원림문화의 본거지로 기능하면서 대부분 강변 등의 경승지에 위치하는데 반하여, 척서정은 마을 한 가운데에 있어 일종의 종회소 겸 교류공간으로서 기능하고 있다. 이러한 점이 다른 정자들과 대별되는 특징이라 하겠다. 사회문화의 변화에 따른 미세한 변형이 뒤따르기는 했지만 원 기둥을 그대로 두고 덧대어서 수리하는 등 원형 보존에 애쓴 흔적이 있다. 특히, 입지나 성격이 지역문화의 교류 및 교육의 장으로 가치가 있을 뿐만 아니라 주변공간과 연계해 볼 때 고유한 향토 문화적 공간의 보존에 기여할 것으로 보인다.
척서정은 남향으로 자리하는데 정면 3칸, 측면 2칸, 8작 지붕형태의 무실형 정자이다. 한단의 낮은 기단위에 자연석 덤벙주초를 놓고 원주를 세웠다. 원주 위에는 보아지와 단여를 십자형으로 걸치고 그 위에 대량과 납도리를 얹었다. 일반적으로 보이는 주두와 소로, 장혀 등은 보이지 않으며, 대량 위에는 판대공을 얹고 종도리를 걸쳤다. 양 측칸의 충량은 안쪽은 대량에 걸고 바깥쪽은 평주와 결구하였다. 천장은 연등천장이며, 여러 곳에 기문이 걸려있다.
마루는 장귀틀과 동귀틀을 엮어 우물마루로 깔았는데 맞춤부분이 일부 해이해졌으며, 배면에만 낮은 머름이 있으나 풍혈이 없다. 지붕은 팔작지붕의 홑처마이며 지붕 기와도 일부 번와를 하였다. 건물은 충량을 비롯한 서까래와 선자연 등에서 자연스런 아름다움을 볼 수 있을 뿐만 아니라 전체적으로 고격을 유지하고 있다. 특히, 기둥이 싸리나무로 전하는 것도 있으며 서까래 등 일부를 수리하거나 기둥을 동바리 보수하고, 장부를 내어 추가한 부재를 연결하는 등 원형을 유지하려 한 모습을 볼 수 있다.
내부에는 척서정 현판과 시기문 편액 10개가 있으며 이 기록 가운데 척서정에 관한 처음 기록의 시라 할 수 있는 야은 이정태(野隱 李鼎泰, 1595～1669)의 시 2수, 원운으로 전하는 이인(李璘, 1657년 정유생)의 시, 1849년의 이동욱(李東勖, 1789-1849)의 기문, 1893년의 시와 기문 등이 기록되어 있는 편액도 있다. 이들 기록으로 미루어 척서정은 17세기에 건립의 유서가 마련되며 1827년 등 몇차례 중수하였다. 그리고 강호정을 척서정으로 했다는 기록(<광주읍지>, 1879년)도 있어 원래는 강호정이라 했다가 뒤에 척서정으로 불린 것으로 보인다.

## 참고 문헌
- 담양척서정 - 국가유산청 국가유산포털